# John Wark
John Wark (Glasgow, 4 augustus 1957) is een voormalig betaald voetballer uit Schotland die doorgaans als middenvelder speelde. Hij gaat door als een clubicoon van het Engelse Ipswich Town. Wark speelde 29 interlands voor het Schots voetbalelftal, waarin hij zeven keer scoorde.

## Biografie
Wark speelde 17 seizoenen in het eerste van Ipswich Town, verspreid over drie periodes (1975–1984, 1988–1990 en 1991–1997). Met Ipswich Town won Wark de UEFA Cup 1980/81. Het Nederlandse AZ '67 werd verslagen over twee wedstrijden in de finale. Wark speelde beide wedstrijden. In 1981 werd Wark uitgeroepen tot Players' Player of the Year als beste speler van de toenmalige Football League First Division. Voorts won Wark de FA Cup met Ipswich Town in 1978, tegen Fulham. Wark was jarenlang aanvoerder. In zijn derde en laatste periode promoveerde Ipswich Town naar de Premier League. Oud-ploeggenoot George Burley werd vanaf 1994 zijn coach.
Tussendoor speelde Wark vier seizoenen voor Liverpool (1984–1988), waarmee hij tweemaal Engels landskampioen werd (1984 en 1986) onder trainer Joe Fagan. Hij verloor ook de finale van de Europacup I tegen het Italiaanse Juventus met 1–0 na het Heizeldrama. Wark was net als bij Ipswich Town een vaste waarde bij The Reds. Hij viel echter uit de gratie nadat clubicoon Kenny Dalglish speler-trainer werd. John Barnes werd aangetrokken en Wark werd door Dalglish voor een som van £ 100.000 ,- terug verkocht aan Ipswich Town. In het seizoen 1990/91 droeg Wark het shirt van Middlesbrough, waarna hij opnieuw terugkeerde naar Ipswich Town. Hij was aanvoerder op Portman Road in de Premier League, tot de club in 1995 degradeerde. In 1997 zette Wark op 40-jarige leeftijd een punt achter een carrière van 22 jaar.

## Erelijst
| Competitie                      |              |                  |
| Competitie                      | Aantal       | Jaren            |
| Ipswich Town                    | Ipswich Town | Ipswich Town     |
| ------------------------------- | ------------ | ---------------- |
| FA Cup                          | 1×           | 1977/78          |
| UEFA Cup                        | 1×           | 1980/81          |
| Football League Second Division | 1×           | 1991/92          |
| Liverpool                       |              |                  |
| Football League First Division  | 2×           | 1983/84, 1985/86 |
| FA Charity Shield               | 1×           | 1986             |

## Trivia
Omdat hij als twee druppels water zou lijken op de Zimbabwaanse doelman Bruce Grobbelaar, de doelman van Liverpool toen Wark er speelde, werd Wark vaak "Bruce" genoemd.